# Vangueriella spinosa
Vangueriella spinosa là một loài thực vật có hoa trong họ Thiến thảo. Loài này được (Schumach. & Thonn.) Verdc. miêu tả khoa học đầu tiên năm 1987.